# Galería H2O
La galería H2O es una galería de arte española situada en Barcelona, fundada en 1989 por Joaquim Ruiz Millet y Ana Planella y dedicada a la arquitectura, diseño, fotografía y arte contemporáneo.

## Historia
La galería H2O está situada en un edificio modernista de la calle Verdi, en el distrito de Gracia. Fue inaugurada en 1989 con la exposición titulada "Arquitectura de la ambidexteridad" del arquitecto holandés Ben van Berkel. Entre los autores que han expuesto en la galería se encuentran los arquitectos Barba Corsini y Artigues & Sanabria; los fotógrafos Alberto García-Alix (premio Nacional de Fotografía en 1999), Christian Maury, Miguel Trillo y Dona Ann McAdams; los diseñadores Martí Guixé, Ana Mir y Curro Claret; o la ilustradora Júlia Bertran.
La galería recuperó los muebles que el arquitecto Barba Corsini diseñó en 1955 para la transformación de las buhardillas de la Pedrera de Gaudí, en 13 apartamentos. H2O reeditó algunos de ellos y dedicó un catálogo a la obra del arquitecto realizada entre 1953 y 1994.

## Editorial
H2O edita arte y literatura desde 1995. Ha publicado libros como las monografías sobre los arquitectos Artigues & Sanabria o Espinet / Ubach, fotolibros como Autorretratos de Alberto García-Alix y Parejas y Placeres de Miguel Trillo. También ha editado libros de diseño como Food Design de Martí Guixé.
También publicó La Reina de Cartago y Paula dos Pulgares, de la galerista y escritora Ana Planella y el libro de relatos No me rayes de Joaquim Ruiz Millet, primer volumen sobre el mundo de los adolescentes de la periferia urbana, y su segunda entrega Sabotaje: Arte/Adrenalina.

## Diseño
En el ámbito del diseño, desde sus inicios, ha producido objetos asociados a su actividad como galería, creando lámparas, objetos para niños, libros y joyas.
En 1991 comenzó la reedición de piezas de diseño histórico, recuperando el mobiliario creado por el arquitecto Barba Corsini en 1955 para los áticos del edificio de la Pedrera. La Colección Pedrera consta de una lámpara de pie, un banco, un aplique y una silla, esta última está incluida en la exposición permanente del Museo del Diseño de Barcelona.
También produjo la silla H2O, la lámpara Flamp y el juego para niños Autoband de Martí Guixé; el Hair Disguiser de Ana Mir, así como el frutero Malla de Curro Claret.
En 2002 la galería fue galardonada con una medalla FAD.

## Publicaciones
- Colección Les Idiotes
  - El niño que amaba sus pies de pato, de Ana Planella, 2001
  - Confidencias de un maletín de autopsias, de Jesús Azcona, 2003
  - No me rayes, de Joaquim Ruiz Millet, 2003
  - Hablarlo, de Dídac P. Lagarriga, 2004
  - El engaño de Dios, de Igor Marojevic, 2004
  - Crucigrama, de Isabel Núñez, 2006
  - La Reina de Cartago, de Ana Planella, 2006
  - Sabotaje: Arte / Adrenalina, 2016
  - Platea, de Igor Marojevic, 2019

- Colección La Bruna está contenta (novelas juveniles de Ana Planella)
  - Robavientos (2002), con ilustraciones de Carmen Cámara y fotografía de portada de Alberto García-Alix
  - Paula dos pulgares (2006)

- Colección 24 x 17 (catálogos de exposiciones de la galería, diseñados por JRM + Planella)
  - Arquitectures. Espinet / Ubach, de Miquel Espinet + Antoni Ubach, 1993
  - Arquitectura / Architecture, 1980-1955, de Ramon Artigues + Ramon Sanabria, 1996
  - Manipulación mecánica de la fantasía, de Carmen Cámara, 1996
  - Fish Futures, de Martí Guixé, 1998
  - Bodas / Weddings 1979 – 1999, de Juan de la Cruz Megías, 1999
  - El Proyecto Tumble Truss / The Tumble Truss Project, de Dennis L. Dollens, 2000
  - Ex Machina, de Carmen Cámara, 2000
  - Autorretratos, Self-Portraits, de Alberto García-Alix, 2001
  - Food Design, de Martí Guixé, 2003
  - umd/c, de Uli Marchsteiner, 2006
  - Parejas y placeres / Copules and Pleasures, de Miguel Trillo, 2008
  - Cants a la natura, de Lourdes Delgado, 2010

- Colección 28 x 23
  - Arquitectura / Architecture 1953-1994 (1995, reed. 2001), de J. Ruiz Millet, sobre Barba Corsini.